# Roberto Morán Colunga
Roberto Morán Colunga 23 de septiembre de 1993, Aguascalientes, México  es un actor mexicano de cine independiente, teatro  y televisión de aguascalientes, y modelo, Es conocido por su participación en el cortometraje Horas a solas y por sus actividades en la industria de la moda.

## Carrera
Se graduó de La Universidad de las Artes de Aguascalientes (UDA), donde adquirió conocimientos en artes escénicas y visuales. 

## Carrera en el Modelaje
Ha representado a Aguascalientes en el certamen Mr Model México en su edición de 2021, evento que incluyó un reality show transmitido en línea.
En su trayectoria como modelo, ha trabajado con diversas marcas y diseñadores, entre ellos:
- Daniel Tovilla Diseñador de moda Modeló su colección Arennas Collection, inspirada en los paisajes de arena y playa.
- Eduardo Tovar Diseñador de Trajes Típicos Desfiló con diseños de trajes típicos mexicanos que combinan tradición y modernidad.
- NM Alta Costura: Colaboró en pasarelas de esta marca de alta moda masculina.
- Alberto Olguín Representó a esta marca conocida por sus diseños contemporáneos.
- El Puerto de Liverpool Pasarela en tienda

## Filmografía
| Año         | Título                        | Personaje                |
| ----------- | ----------------------------- | ------------------------ |
| 2025 - 2026 | Efímera Realidad (producción) | Antonio                  |
| 2024        | Réquiem por un huevo          | Everardo “Ever” Carranza |
| 2023        | Puerca                        | Chuleta,                 |
| 2022        | El Hormigón                   | Gato                     |
| 2020        | Horas a solas                 | EL                       |
| 2020        | 180° Shift Short film         | Protagonista             |
| 2020        | Se busca papá                 | Extra (uncredit)         |
| 2019        | Apolo                         | Apolo                    |
| 2019        | La vida secreta de Rafael     | Fraile                   |
| 2018        | Flor Marchita                 | Protagonista             |
| 2018        | Extraños Short film           | Protagonista             |

### Televisión
| Año       | Título                                                | Personaje            |
| --------- | ----------------------------------------------------- | -------------------- |
| 2023      | Voces Sobre Papel                                     | Roberto Morán        |
| 2023-2024 | Aguascalientes, cuna de los nacionalistas (miniserie) | Ramón López Velarde, |

### Video Musical
| Año  | Canción                     | Banda o Cantante |
| ---- | --------------------------- | ---------------- |
| 2021 | PERRO VENENOSO              | RANDAL           |
| 2021 | ¡MALA!                      | RANDAL           |
| 2020 | El Cuento                   | Kenndra          |
| 2020 | Cuida tu Corazón            | Gustavo Garé     |
| 2018 | Arráncame el corazón        | Fénix Ags        |
| 2016 | Bienvenido al fin del mundo | Soy Suspenso     |

## Premios y nominaciones
| Año  | Festival                                                    | Categoría   | Título            | Resultado |
| ---- | ----------------------------------------------------------- | ----------- | ----------------- | --------- |
| 2023 | Premios Pantalla de Cristal                                 | Serie de TV | Voces Sobre Papel | Ganador   |
| 2021 | Premios International Simbolic Art Film Festival (ISAFF)    | Mejor actor | Horas a solas     | Ganador   |
| 2021 | Actor & Director Awards International Film Festival (ADIFF) | Mejor actor | Horas a solas     | Ganador   |